# Zeiss Tessar

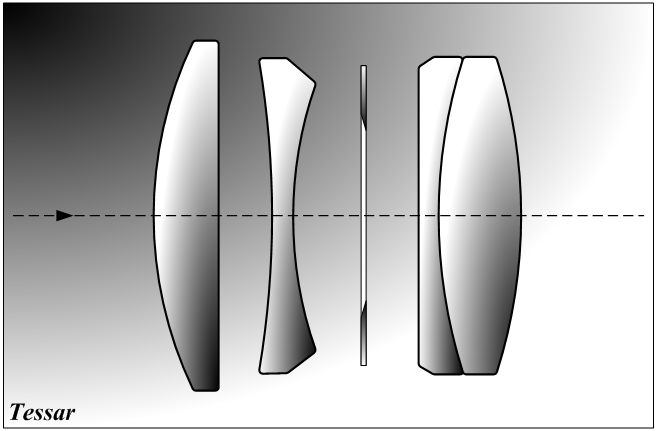
Tessar-objektiv i genomskärning. Frontlinsen (mot motivet) till vänster, Bländaren placeras mellan de två bakre linsgrupperna.

Zeiss Tessar är en objektivkonstruktion som uppfanns och beräknades av fysikern Paul Rudolph och patenterades år 1902 av den tyska optiktillverkaren  Carl Zeiss. Konstruktionen hade för den tiden ganska överlägsna egenskaper vad gäller skärpa och upplösning. De första tessarobjektiven hade en ljusstyrka (största bländare) på 1:6,3; senare 1932 med ljusstyrka 1:2,8 för mellanformat 6x6 - den fortfarande i dag, med få undantag, högsta ljusstyrkan för mellanformat. Objektivet är asymmetriskt uppbyggt med fyra linser i tre grupper, namnet kommer från grekiskans τέσσερα, fyra. 
Tessarobjektivet utgör grunden för många andra konstruktioner, men har idag ersatts av andra typer av objektiv där man kan utnyttja fler element tack vare antireflexbehandling, något som inte fanns när tessarobjektivet konstruerades. Vario-tessar, ett zoomobjektiv, används på vissa digitalkameror. Tessarobjektivet har tillverkats av många tillverkare och under många namn. Mer kända är;  Elmar, Skopar, Solinar, Xenar – och inte minst den ryska varianten Industar, som har tillverkats i oerhörda mängder.
Tessar är tveklöst världens mest tillverkade enskilda objektivkonstruktion, och Tessarobjektiv har tillverkats långt in i nutid. Exempelvis Tessarer med asfäriska linser för Nokias mobiltelefoner.